# Piet van den Brekel
Petrus Aldagonda Johanna van den Brekel dit Piet van den Brekel, né le 21 juillet 1932 à Echt (Limbourg) et mort le 18 juillet 1999 à Den Ham (Overijssel), est un coureur cycliste néerlandais, professionnel de 1956 à 1961.

## Palmarès

### Palmarès amateur
- 1953
  - Circuit de Campine
  - 3e du Tour du Limbourg amateurs
  - 3e du Tour du Limbourg
  - 9e du championnat du monde sur route amateurs
- 1955
  - 3e du Tour du Limbourg

### Palmarès professionnel
- 1957
  - 3e du Tour des Pays-Bas
- 1958
  - 4e étape du Tour de Belgique
  - 3e de Bruxelles-Bost
- 1959
  - Escaut-Dendre-Lys
  - 3e du Tour du Limbourg
  - 3e de Roubaix-Cassel-Roubaix
  - 3e du Grand Prix Flandria

## Résultats sur les grands tours

### Tour de France
1 participation
- 1956 : abandon (10e étape)

### Tour d'Italie
2 participations
- 1956 : abandon
- 1957 : abandon

### Tour d'Espagne
1 participation
- 1961 : hors délais (2e étape)